# Petrilje
Petrilje (en serbe cyrillique : Петриље) est un village de Serbie situé dans la municipalité de Medveđa, district de Jablanica. Au recensement de 2011, il comptait 36 habitants.

## Démographie
| 1948 | 1953 | 1961 | 1971 | 1981 | 1991 | 2002 | 2011 |
| ---- | ---- | ---- | ---- | ---- | ---- | ---- | ---- |
| 296  | 344  | 316  | 197  | 144  | 89   | 63   | 36   |

|  |